# GestiFute
La Gestão de Carreiras de Profissionais Desportivos, S.A., nota anche come GestiFute, è una società portoghese che offre servizi di procura sportiva per calciatori ed allenatori.
Diversamente dalle altre federazioni sportive, il Portogallo ha permesso a società terze di possedere una parte dei diritti economici dei giocatori, in modo tale da ricevere una percentuale in caso di cessione dei medesimi.

## Attività

### Le origini
Fondata da Jorge Mendes nel 1996 come TPO (Third Party Ownership), GestiFute è stata coinvolta in numerosi trasferimenti di giocatori di alto livello nel mercato europeo, ad esempio gestì l'operazione che portò Cristiano Ronaldo al Manchester Utd nel 2003. Prima che la FIFA istituisse una nuova legge che limitasse la proprietà dei calciatori da parte di società terze (principalmente fondi d'investimento con "influenza notevole"), GestiFute ha partecipato attivamente in questa veste a molte operazioni di mercato. La compagnia, però, si trovò in alcuni casi sia proprietaria dei diritti del giocatore, sia agente dello stesso, creando un conflitto di interessi a causa del quale, dal 2008, GestiFute iniziò a riscuotere esclusivamente gli introiti provenienti dall'attività di procura.

### Gli anni 2003-2006

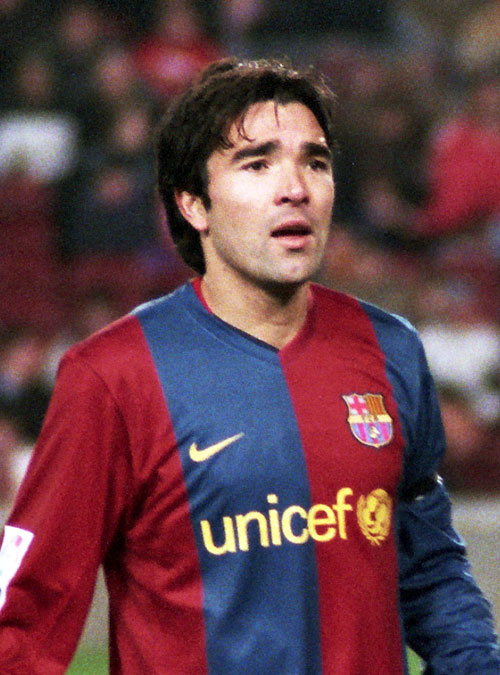
Deco con la maglia del Barcellona

Il 9 marzo 2003, GestiFute annunciò di aver iniziato a rappresentare gli interessi del centrocampista del Benfica Tiago, il quale era precedentemente rappresentato dalla loro società rivale, la Superfute. Circa due mesi più tardi, anche Ricardo Rocha, compagno di squadra di Tiago, cambiò procuratore passando a GestiFute. Durante l'estate dello stesso anno, il 29 luglio, il Porto acquistò il 20% dei diritti di Deco da GestiFute per 2,25 milioni di euro, oltre al 5% dei diritti di Paulo Ferreira e Ricardo Carvalho. Il 4 agosto 2003, il Porto acquisisce un altro 15% dei diritti di Deco per 1,25 milioni di euro e il 10% dei diritti dell'attaccante Benni McCarthy. Tuttavia, dopo un ulteriore acquisto pari al 35%, la società calcistica portoghese deteneva "solo" l'85% del cartellino di Deco.
Il 13 agosto 2003, il Manchester Utd annuncia l'ingaggio di Cristiano Ronaldo, rappresentato da Mendes, per circa 17,4 milioni di euro.
Nel 2004, alcuni giocatori rappresentati da GestiFute furono ceduti per prezzi record. Il primo di questi fu il difensore del Porto Paulo Ferreira, che il 22 giugno si legò al Chelsea per 19,8 milioni di euro. Un mese più tardi, il 27 luglio, Ricardo Carvalho raggiunse Ferreira al club londinese per 30 milioni di euro. Successivamente il Porto cedette anche Deco al Barcellona per cifre più basse rispetto agli ex compagni di squadra — il club spagnolo pagò 15 milioni di euro cash più l'intero cartellino di Ricardo Quaresma, all'epoca valutato circa 6 milioni di euro.
Il 14 giugno 2005, GestiFute acquisì i diritti di Anderson per 5,5 milioni di euro. Il giocatore, che all'epoca giocava nel Grêmio, firmò per la società di Mendes quando fu deciso che non avrebbe più giocato per la squadra brasiliana. Pochi giorni dopo, il 21 giugno, il 70% del cartellino di Anderson fu acquistato dal Porto, mentre a GestiFute rimase il 10% dello stesso. Il 9 dicembre 2005, il centrocampista tunisino Selim Ben Achour del Vitória de Guimarães firmò per GestiFute, così come un anno dopo fece l'allora diciottenne Fábio Coentrão.

### Gli anni 2007-2010
Nel 2007, la società di Mendes curò i trasferimenti di alcuni importanti giocatori: Pepe dal Porto al Real Madrid per 30 milioni di euro; Simão dal Benfica all'Atlético Madrid per 20 milioni di euro; Nani dallo Sporting Lisbona al Manchester Utd per circa 20 milioni di euro, dopo che il giocatore aveva lasciato il suo precedente procuratore, Ana Almeida; Anderson dal Porto al Manchester Utd per 30 milioni di euro. Da quest'ultima cessione, GestiFute ricavò 3 milioni in virtù del possesso del 10% dei diritti del brasiliano.
Nell'estate del 2008, GestiFute si assicurò il 15% dei diritti economici di Pelé, essendo quest'ultimo la contropartita tecnica offerta dall'Inter per arrivare a Quaresma. Quest'ultimo, infatti, passò all'Inter per 18,6 milioni di euro più il cartellino di Pelé, che passò sotto la rappresentanza di GestiFute.
Nel giugno 2009, la società di Mendes acquisì i diritti economici di Alexis Quintulen e Ignacio Ameli, rispettivamente il 35% e 50%, per 473000 €.
Nell'agosto del 2010, il procuratore sportivo Gonçalo Reis si lamentò per essere stato messo da parte quando Bebé, un giocatore da lui rappresentato, fu ceduto dal Vitória de Guimarães al Manchester Utd: "Quando [Jorge] Mendes è arrivato, ero fuori dalla trattativa" furono le sue parole. Reis aveva organizzato a luglio 2010 il trasferimento di Bebé al Vitória dall'Estrela Amadora, squadra della terza divisione portoghese, dopo la rescissione del contratto a causa dell'impossibilità del club a pagare lo stipendio del giocatore. Il Manchester Utd acquistò il portoghese solo 5 settimane più tardi per 9 milioni di euro, ovvero il valore della sua clausola rescissoria. Solo successivamente Alex Ferguson ha rivelato di aver acquistato Bebé senza mai averlo visto giocare. I dirigenti del Vitória riferirono che Mendes ricavò 3,6 milioni dal trasferimento del giocatore, precisando che 2,7 di questi, pari al 30% del totale, derivavano dalla proprietà di una quota dei diritti da parte di GestiFute. Precedentemente, infatti, la società portoghese aveva acquistato quella percentuale dallo stesso Bebé per 100000 €. GestiFute gestì anche il trasferimento di Ángel Di María al Real Madrid per 25 milioni di euro più 11 milioni di bonus. Due anni prima, infatti, la società portoghese aveva acquisito il 10% dei diritti dell'argentino per 1 milione di euro dal Benfica. GestiFute, inoltre, si assicurò il 30% dell'eventuale plusvalenza netta derivante dalla cessione del brasiliano Sidnei.

### Gli anni 2011-
In agosto 2011, la società portoghese curò il passaggio di Radamel Falcao all'Atlético Madrid per 40 milioni di euro. GestiFute e Orel B.V. ricevettero 3,7 milioni in commissioni per la procura (sconosciuta la suddivisione della somma fra le due società), con la prima che divenne rappresentante del giocatore. In quella stagione, l'organizzazione di Mendes curò anche il passaggio di Fábio Coentrão dal Benfica al Real Madrid.